# Hermann Lingens
Hermann Lingens (* 15. Oktober 1905 in Aachen; † 13. November 1994 in Bremen) war ein Bremer Politiker (CDU) und Mitglied der Bremischen Bürgerschaft.

## Biografie
Lingens war als Geschäftsführer in Bremen tätig.
Er war Mitglied der CDU und von 1948 bis 1952 deren Landesgeschäftsführer.
Vom November 1946 bis 1951 war er Mitglied der ersten und zweiten gewählten Bremischen Bürgerschaft und in Deputationen der Bürgerschaft tätig. In der ersten Bürgerschaft war zudem Schriftführer und in der zweiten Bürgerschaft ab Herbst 1949 Stellvertretender CDU-Fraktionsvorsitzender.